# Joan Eixemeno
Joan Eixemeno (Ciutat de Mallorca, ca. 1350 - Malta, 1420), frare franciscà, escriptor, predicador, teòleg i diplomàtic mallorquí. L'any 1370 es trobava a Lleida regentant el lectorat d'Alba, passant després a exercir el magisteri a Barcelona i Girona, d'acord amb una butlla pontifícia de Climent VII d'Avinyó de 1391, en què el recomanava al canceller de la Universitat de Tolosa, aquell mateix any ocupava el càrrec de lector del convent de Sant Francesc i de la Seu de Mallorca, malgrat no tenir el títol de mestre, interessat a continuar estudis a l'estranger, els jurats de Mallorca l'ajudaren amb cent lliures mallorquines, finalment assolí el doctorat el 1397.
En aquesta època establí contactes amb el rei Martí l'Humà i el 1401 passà a ser confessor, i a la seva mort marmessor testamentari, de la reina Maria de Luna, i també fou ambdues coses de Martí el Jove a qui acompanya a la campanya de Sardenya, entre 1408 i 1409, en la que perdé la vida. Encara fou també confessor de la nova reina de la Corona d'Aragó Margarida de Prades. L'any 1410 fou nomenat Bisbe de Malta per intercessió del rei.
Durant el procés que portà al Compromís de Casp, donà suport al pretendent Jaume II d'Urgell de qui també fou confessor, i en feu d'ambaixador davant el Parlament de Catalunya (1411), però una vegada proclamat Ferran d'Antequera el serví com diplomàtic en la solució del Cisma d'Occident. El nou papa Martí V li va confirmar els seus drets a la diòcesi de Malta, on morí el 1420.

## Contemplació de la Santa Quarentena
Joan Eixemeno, fou l'autor de l'obra Contemplació de la Santa Quarentena, adaptació parcial de l'obra d'Ubertí de Casale, Arbre de la vida crucificada de Jesus, a petició del Rei Martí, el qual en volia una traducció integra «de la vestidura gramatical a la vestidura cathalana», en paraules de Fra Joan, però la dificultat del text no sofria «vestidura de la nostra llengua», per aquest motiu se li encomanà que, en primera instància, n'elabores una selecció de textos, la major part reelaborats íntegrament fins al punt de poder-se considerar una obra original, que és l'obra que ha romàs.

## Joan Eixemeno i Anselm Turmeda
Joan Eixemeno és citat tant a la Disputa de l'ase, com a les Cobles de la Divisió del Regne de Mallorques, d'Anselm Turmeda on li dedica els següents versos:
| « | En son preicar delitos en bé la gent amonesta; dels scients ell és la testa, par un altre Salomó, Mestre Joan Xemenó seguint la via honesta. | » |